# Onuphis elegans
Onuphis elegans är en ringmaskart som först beskrevs av Herbert Parlin Johnson 1901.  Onuphis elegans ingår i släktet Onuphis och familjen Onuphidae. Inga underarter finns listade i Catalogue of Life.